# 东正教自主教会
自主教会（Autocephaly）是东正教最高等级的独立教会，所有自主教会均不受其他教会的管辖。
东正教最早的四个自主教会位于罗马帝国的四个重要的东方城市，即君士坦丁堡、亚历山大、耶路撒冷和安提阿。后来，俄罗斯正教会也取得了与它们同等的地位。比自主教会低一级的是東正教自治教會，它们由某一自主教会的领袖管辖。现在东正教共有17个自主教会。

## 东正教自主教会
东正教各自主教会实际上都是平等的；然而按历史荣誉排序如下：
1. 君士坦丁堡普世牧首区
2. 亞歷山卓暨全非洲希臘正教牧首區
3. 安条克暨全东方希腊正教牧首区
4. 耶路撒冷希臘正教牧首區
5. 俄罗斯正教会（建于1589年）
6. 格鲁吉亚正教会（建于466年）
7. 塞尔维亚正教会（建于1219年）
8. 罗马尼亚正教会（建于1925年）
9. 保加利亚正教会（建于927年）
10. 賽普勒斯教會（建于434年）
11. 希臘教會（建于1850年）
12. 阿尔巴尼亚正教会（建于1937年）
13. 波兰正教会（建于1924年）
14. 捷克和斯洛伐克正教会（建于1951年）
15. 美洲正教會（建于1972年，受俄罗斯正教会承认，君士坦丁堡普世牧首拒絕承認）
16. 烏克蘭正教會（建于2018年，受君士坦丁堡普世牧首承认，莫斯科牧首拒絕承認）[1]
17. 马其顿正教会（2022年正式受到包括希腊正教，保加利亚正教会，以及塞尔维亚正教会在内的东正教会普遍承认）